# Fototrofia
Fototrofia – strategia metaboliczna polegająca na wykorzystywaniu promieniowania słonecznego jako źródła energii potrzebnej do produkcji nośników energii użytecznej biologicznie (najczęściej ATP). Odmienną strategią jest chemotrofia, tj. wykorzystywanie energii chemicznej utleniania. Organizmy zdolne do fototrofii nazywane są fototrofami.
Fototrofia często wiąże się z autotrofią, jako fotoautotrofia. Wówczas energia słoneczna jest wykorzystywana w procesie fotosyntezy do wiązania ditlenku węgla. Fotoautotrofami są bakterie purpurowe siarkowe i bezsiarkowe, siarkowe bakterie zielone, sinice i organizmy, które posiadają chloroplasty sinicowego pochodzenia – glony i rośliny. Fotoautotrofia nie musi mieć związku z innymi strategiami metabolicznymi, więc może występować zarówno u organotrofów (fotoorganoautotrofy – fotosyntetyzujące bakterie bezsiarkowe), jak i litotrofów (fotolitoautotrofy – bakterie siarkowe, sinice, glony, rośliny).
Fototrofia bywa wykorzystywana również przez organizmy heterotroficzne, niezdolne do asymilacji CO2. Fotoheterotrofami są np. heliobakterie. Także bezsiarkowe bakterie purpurowe i zielone mogą w zależności od warunków przyjmować różne strategie metaboliczne – foto- lub chemotrofię, auto- lub heterotrofię, organo- lub litotrofię.